# Ptychosperma elegans
Espèce
Synonymes
- Actinophloeus capitis-yorki (H.Wendl. & Drude) Burret
- Archontophoenix jardinei F.M.Bailey
- Archontophoenix veitchii H.Wendl. & Drude
- Ptychosperma capitis-yorki H.Wendl. & Drude
- Ptychosperma elegans var. sphaerocarpum Becc.
- Ptychosperma jardinei (F.M.Bailey) F.M.Bailey
- Ptychosperma seaforthii Miq.
- Ptychosperma wendlandianum Burret
- Ptychosperma wendlandianum var. sphaerocarpum (Becc.) Burret
- Saguaster capitis-yorki (H.Wendl. & Drude) Kuntze
- Saguaster elegans (R.Br.) Kuntze
- Seaforthia elegans R.Br.

Ptychosperma elegans est une espèce de plantes à fleurs  de la famille des Arecaceae (les palmiers). L'espèce est endémique du Queensland, en Australie.
C'est une plante à feuilles comestibles.

## Publication originale
- C.L. Blume, Rumphia, sive commentationes botanicae imprimis de plantis Indiae orientalis, 2, 1843, p. 118.

## Liens externes

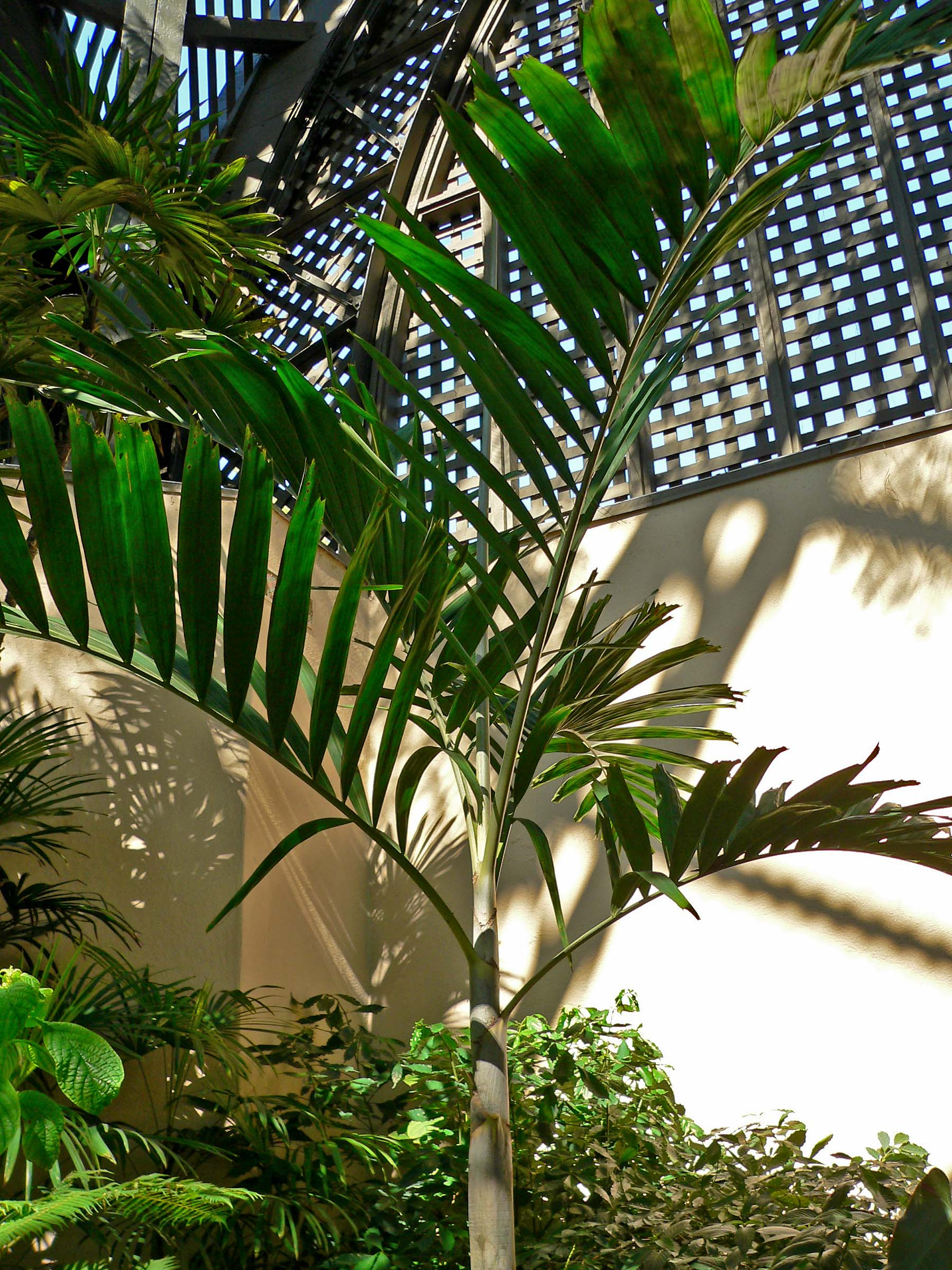
Ptychosperma elegans.